# Coleophora hiberica
Coleophora hiberica é uma espécie de mariposa do gênero Coleophora pertencente à família Coleophoridae.